# Mayové

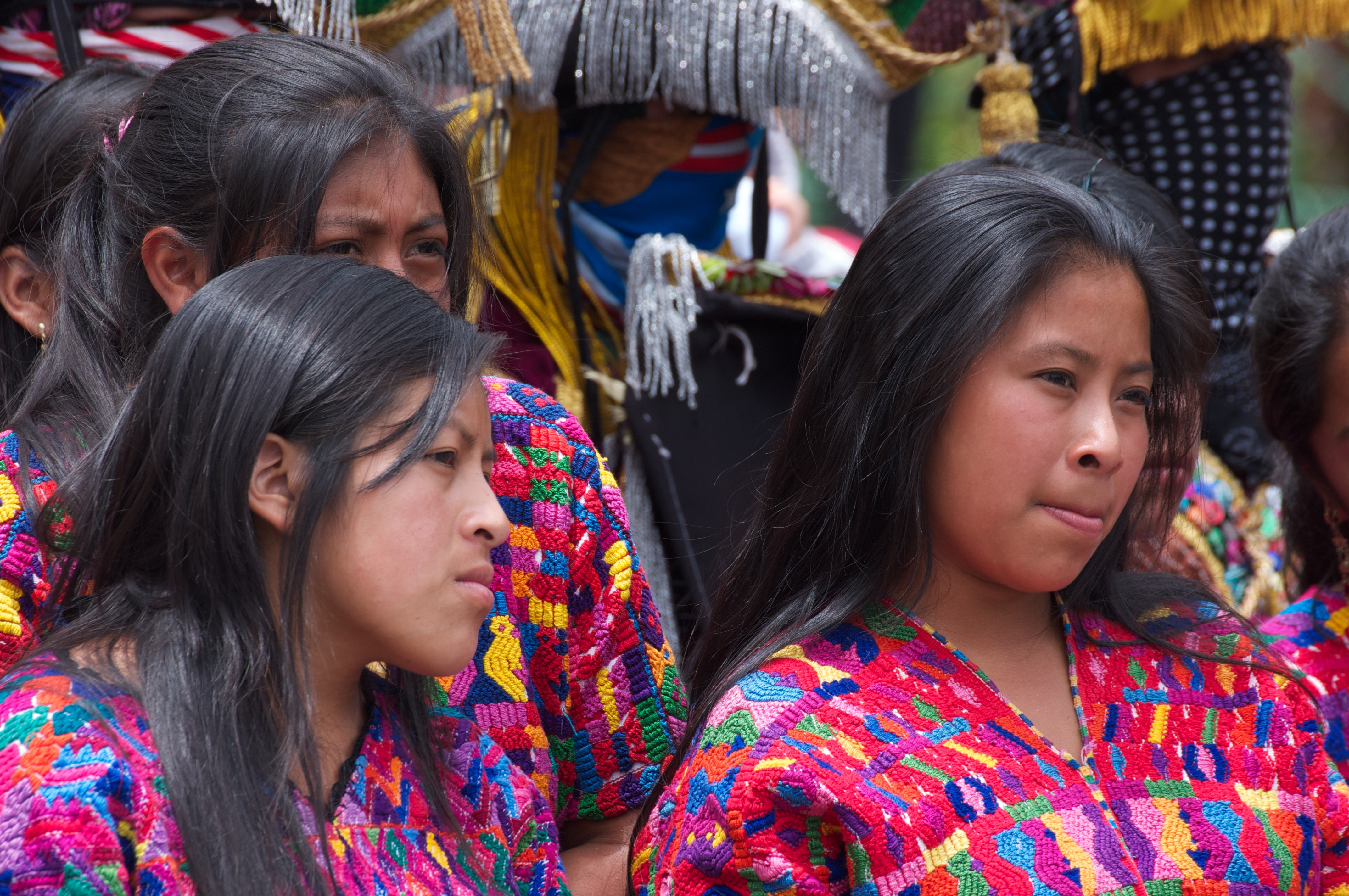
Mayské dívky v Guatemale

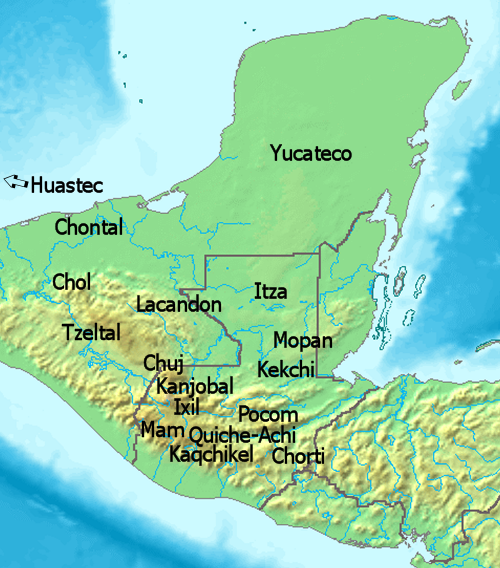
Mayské jazyky

Mayové jsou původní obyvatelé jižního Mexika a severní části Střední Ameriky. Termín maya označuje obyvatele regionu, kteří si uchovávají určité podobné kulturní a jazykové tradice. Označuje se tak mnoho rozličných populací a komunit i etnických skupin v regionu Mezoameriky. Každá z nich má svou vlastní částečně odlišnou tradici, kulturu či historickou identitu. Počátkem 21. století zde žije okolo 6 milionů potomků Mayů. Někteří se téměř integrovali do moderní kultury, která je obklopuje, jiní pokračují ve svých tradicích a často mají jako mateřštinu jeden z mayských jazyků. Největší část současné mayské populace žije v mexických státech Yucatán, Campeche, Quintana Roo, Tabasco a Chiapas, dále jsou Mayové ve Střední Americe ve státech Belize, Guatemala a v západních provinciích Hondurasu a Salvadoru. V roce 2012 podle jistých verzí skončil cyklus mayského kalendáře, a tak tento fenomén byl relativně často zmiňován médii a používán v populární kultuře.

## Yucatán
Největší skupina moderních Mayů žije v Mexiku na poloostrově Yucatán. Před několika tisíci lety sem z velké části přišli z jihu. Sami sebe označují za Maye. Nepohlížejí na sebe jako na kmenovou komunitu, jak je tomu běžné například v západní Guatemale, a mluví yucateckou mayštinou. Označují se za yucatecos nebo jednodušeji mayas. Většinou také mluví španělsky, zvlášť v západních částech. Ti, kteří postupně jazyk ztrácejí a maysky mluví řídce, se sami identifikují jako míšenci. To poukazuje na to, že probíhá stále větší a větší asimilace s hlavní mexickou kulturou. Populace Mayů ve východní části poloostrova je méně integrována s hispánskou kulturou než ta v západní části.
V 19. století proběhla revolta yucateckých Mayů, která je známá jako válka kast (Guerra de castas), byla to jedna z nejúspěšnějších revolt původních obyvatel Ameriky. Výsledkem byla dočasná existence mayského státu Chan Santa Cruz, uznávaná jako nezávislý národ Britským impériem.
Rozvoj turismu na pobřeží Karibského moře v resortu Quintana Roo, jako je Cancún, a podpora cílené imigrace z jiných míst Mexika do regionu vedla ke kritice mexické vlády s tím, že vláda chce snížit mayskou populaci a identitu. Region by se tak stal více mexickým a pro vládu méně problémovým.

## Chiapas
Chiapas byl dlouho poslední částí Mexika, které se nedotkly reformy, které přinesla mexická revoluce. Mnoho Mayů zde podporuje Zapatovu armádu národního osvobození (Ejército Zapatista de Liberación Nacional, EZLN).
Mayské skupiny v Chiapasu jsou Tzotzilové a Tzeltalové, v džungli pak Ch'olové a v horách lidé z komunity Tojolabal.

## Guatemala

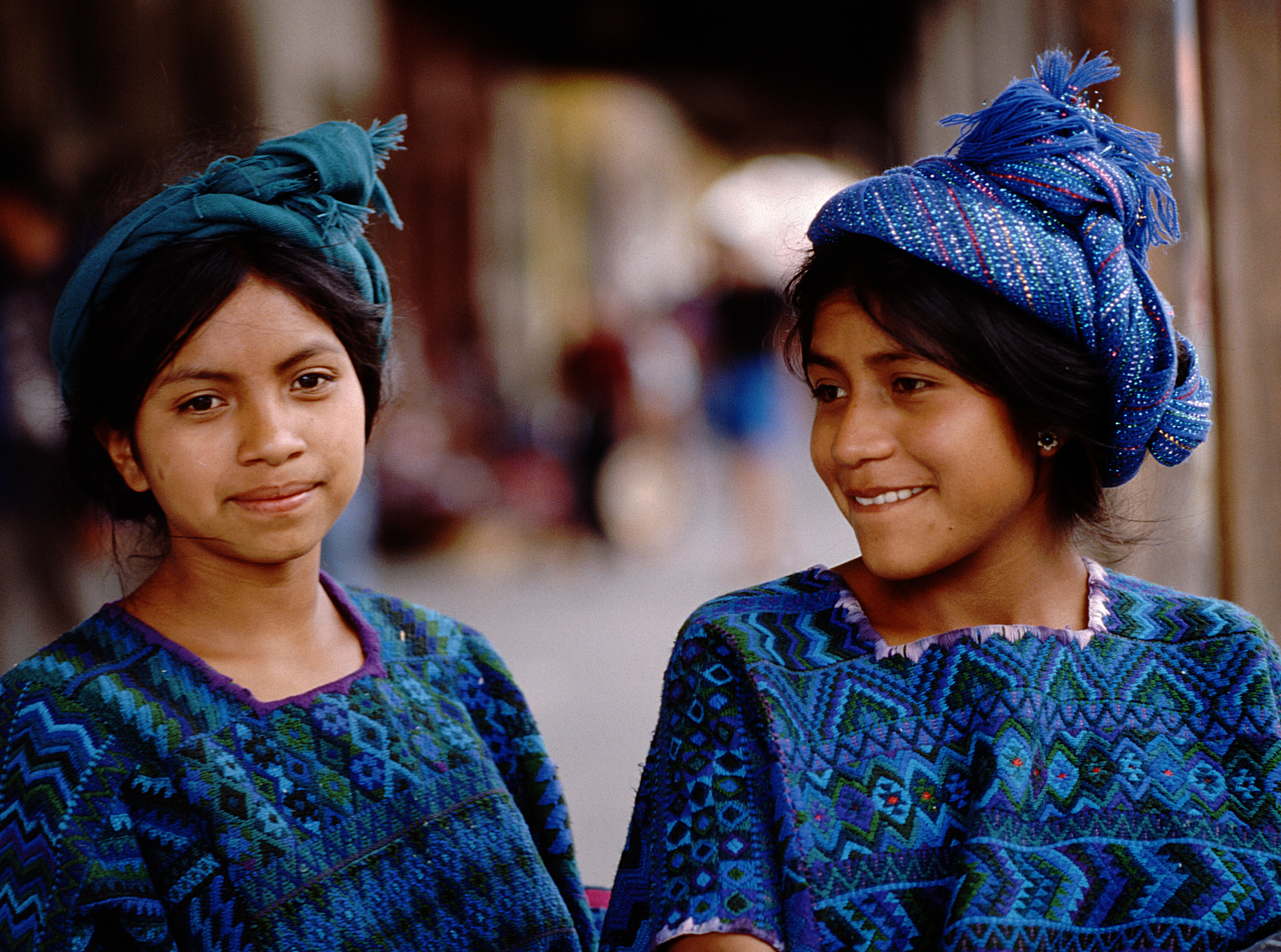
Mayské ženy z Guatemaly v tradičním oblečení

Nejstarší a s největšími tradicemi jsou Mayové v západní části Guatemaly. V nížinných oblastech Petén a Izabal na severu Guatemaly se od 3. století př. n. l. do 11. století n. l. rozkládalo jádro osídlení rozvinuté mayské civilizace. Mayská společnost nikdy netvořila jednotnou říši, ale v klasickém období k tomu měla blízko, protože v nížinách existovala dvě velká království – Tikalské a Calakmulské. Kolem roku 900 došlo ke kolapsu mayské civilizace a k postupnému opuštění měst v jižních nížinách.
V Guatemale vedla španělská koloniální politika důraz na legální segregaci a to vydrželo až do konce 20. století. Výsledkem je, že si zde Mayové udrželi mnoho tradic a ovlivnění hispánskou kulturou zde zatím není velké. Značná kmenová identifikace často odpovídá předkolumbovským státům a pokračuje nadále. Mnoho lidí zde pořád nosí tradiční oděv, který ukazuje konkrétní místní příslušnost. Oblečení žen je podstatně tradičnější než oblečení mužů, protože muži přicházejí více do styku s hispánskou kulturou a komercí. Ženy nosí šat zvaný huipil, název pochází ovšem z aztéckého jazyka nahuatlu huipilli – blusa – (dva kusy látky, spojené na ramenou a na bocích, délka cca pod kolena).
Guatemalská občanská válka v letech 1960–1996 si vyžádala na 200 000 zabitých či nezvěstných osob. Nejvíce zasaženou skupinou bylo domorodé civilní obyvatelstvo mayského původu (viz guatemalská genocida).
Mayové Guatemaly jsou Quiché, Mamesové, Pocomam, Kakčikelové, Ixil, Kekchi, Tzutujil, Jacaltec a Xinca.

## Ostatní mayské skupiny
Další mayskou skupinou jsou Lakandonové – malá populace žijící v malých skupinách v deštných pralesích Chiapasu a Guatemaly.